# Lo scoiattolo Banner
Lo scoiattolo Banner (シートン動物記 りすのバナー?, Seton Dobutsuki Risu No Banner) è un anime giapponese prodotto da Nippon Animation, basato sul romanzo Bannertail, scritto e illustrato da Ernest Thompson Seton.

## Trama
Banner è uno scoiattolino orfano che viene allevato da una gatta, e per questo crede di essere un gatto a sua volta. Quando, dopo un incendio, fugge nella foresta si trova per la prima volta coi suoi simili e inizierà un lungo percorso per farsi accettare e diventare un vero scoiattolo, soprattutto da una tenera e graziosa scoiattolina di nome Susy.
La sigla è stata interpretata dal gruppo Le Mele Verdi.

## Personaggi
- Banner

Il protagonista della serie. Lui è un giovane scoiattolo che porta un campanello al collo come fanno le capre, i tori, le mucche e le pecore; rimasto orfano in tenera età, viene raccolto e allevato da una gatta, come detto durante la sigla. A seguito di un incendio lui la perde, come dice la sigla stessa, poi viene costretto a rifugiarsi nella foresta dove fa amicizia con gli scoiattoli selvatici ed impara così a sopravvivere da solo.
- Susy

una giovane scoiattolina che tiene un fiore tra i capelli. Viene subito attratta da Banner a causa dell'innocenza e sincerità che quest'ultimo mostra di possedere.
- Graubart

Il nonno di Sue. Il più vecchio e saggio degli scoiattoli, un tipo calmo e riflessivo. Egli presiede a feste e cerimonie e prende tutte le decisioni più importanti riguardanti la comunità degli scoiattoli.
- Clay

uno scoiattolo molto giovane. Dopo essere stato salvato da Banner dalle grinfie di una volpe che lo stava per aggredire, diventa subito il suo miglior amico.
- Lori

Madre iperprotettiva di Clay. Molto preoccupata per il figlio, in un primo momento non sembra provare molta fiducia nello scoiattolo Banner.
- Acacio

uno scoiattolo con le orecchie lunghe a punta che si strugge per Susy e sviluppa una forte rivalità nei confronti di Banner. Un tipo molto furbo, subdolo, ambiguo ed arrogante.
- Gocha e Ladol

inizialmente diffidenti nei suoi confronti ed antagonisti, divengono presto i due grandi amici dello scoiattolo Banner.
- Zio Gufo cornuto

il primo abitante del bosco che incontra Banner, tentando di mangiarselo. Per essersi difeso coraggiosamente lo scoiattolo acquista la più profonda stima del gufo.

## Doppiaggio
| Personaggi       | Voce tedesca        | Voce italiana       |
| ---------------- | ------------------- | ------------------- |
| Banner           | Renate Danz         | Liù Bosisio         |
| Susy             | Rebecca Völz        | Carla Comaschi      |
| Mamma Gatta      | Inge Farm           | Carla Comaschi      |
| Clay             | Horst Gentzen       | Luca Bosisio        |
| Zia Lolly        | Ilse Pagè           | - non disponibile - |
| Ladol            | - non disponibile - | Marco Bonetti       |
| Prof. Baccalà    | Wolfgang Gruner     | Sergio Gibello      |
| Gocha            | - non disponibile - | Bruno Cattaneo      |
| Zio Gufo Cornuto | Franz Otto Krüger   | Sergio Gibello      |
| Zia Picchia      | - non disponibile - | Carla Comaschi      |
| Nora             | - non disponibile - | Flora Carosello     |
| Non              | - non disponibile - | Alberto Caneva      |
| Né               | - non disponibile - | Daniela Caroli      |
| Acacio           | Wilfried Herbst     | Bruno Cattaneo      |
| Narratore        | Gudrun Genest       | Marco Bonetti       |

## Episodi
| Nº | Titolo italiano Giapponese 「Kanji」 - Rōmaji                           | In onda           | In onda |
| Nº | Titolo italiano Giapponese 「Kanji」 - Rōmaji                           | Giapponese        |         |
| 1  | Il figlio di un gatto 「ねこの子はりす」 - nekono ko harisu             | 7 aprile 1979     |         |
| 2  | La foresta 「森のなかま」 - mori nonakama                               | 14 aprile 1979    |         |
| 3  | Banner cerca casa 「バナーのマイホーム」 - bana no maihomu              | 21 aprile 1979    |         |
| 4  | Caccia al ladro 「おかしなどろぼう」 - okashinadorobō                   | 28 aprile 1979    |         |
| 5  | Una coda per volare 「しっぽのパラシュート」 - shippono parashuto       | 5 maggio 1979     |         |
| 6  | È bello avere tanti amici 「みんなともだち」 - minnatomodachi           | 12 maggio 1979    |         |
| 7  | La fuga di Clay 「クレーの家出」 - kure no iede                         | 19 maggio 1979    |         |
| 8  | I guai di Clay 「クレー救出作戦」 - kure kyūshutsusakusen               | 26 maggio 1979    |         |
| 9  | Benvenuto Banner 「引っこし呪い」 - hikko shi noroi                     | 2 giugno 1979     |         |
| 10 | Tutti a scuola 「りすの学校」 - risuno gakkō                            | 9 giugno 1979     |         |
| 11 | Banner e la coniglietta 「バラの茂みのうさぎ」 - bara no shigemi nōsagi | 16 giugno 1979    |         |
| 12 | Un'escursione pericolosa 「こわい遠足」 - kowai ensoku                  | 23 giugno 1979    |         |
| 13 | Scorpacciata di funghi 「きのこのゆうわく」 - kinokonoyūwaku            | 30 giugno 1979    |         |
| 14 | Il coraggio di fuggire 「逃げるがかち」 - nige rugakachi                | 7 luglio 1979     |         |
| 15 | Il porcospino vagabondo 「さすらいのヤマアラシ」 - sasuraino yamaarashi | 14 luglio 1979    |         |
| 16 | L'oroscopo di Susy 「スーの星うらない」 - su no hoshi uranai            | 21 luglio 1979    |         |
| 17 | Buon Compleanno Clay 「あべこべゴチャ」 - abekobe gocha                 | 28 luglio 1979    |         |
| 18 | È arrivato l'autunno 「みのりの秋」 - minorino aki                      | 4 agosto 1979     |         |
| 19 | La scatola magica 「ひろったオルゴール」 - hirotta orugoru              | 11 agosto 1979    |         |
| 20 | Zio Gufo cornuto 「ミミズクの死」 - mimizuku no shi                     | 18 agosto 1979    |         |
| 21 | Gli sfrattati 「ヒッコリーの森よさらば」 - hikkori no mori yosaraba     | 25 agosto 1979    |         |
| 22 | il lungo viaggio 「新しい森をめざして」 - atarashi i mori womezashite   | 1º settembre 1979 |         |
| 23 | La collina 「きけんな仲たがい」 - kikenna nakatagai                     | 8 settembre 1979  |         |
| 24 | La città 「町のぼうけん」 - machi nobōken                               | 15 settembre 1979 |         |
| 25 | Un freddo inverno 「冬の旅」 - fuyu no tabi                             | 22 settembre 1979 |         |
| 26 | Che bello è primavera 「新しい森で」 - atarashi i mori de               | 29 settembre 1979 |         |